# Titularbistum Castro di Sardegna
Castro di Sardegna (lat.: Castrum in Sardinia) ist ein Titularbistum der römisch-katholischen Kirche.
Es geht zurück auf einen untergegangenen Bischofssitz im auf Sardinien gelegenen Ort Castro. Wahrscheinlich wurde der Bischofssitz in byzantinischer Zeit errichtet. Erste urkundliche Belege für das Bestehen dieser Diözese stammen jedoch erst aus dem Jahr 1162 als ein Bischof namens Attone die Kirche Santa Maria di Aneleto weihte. Der Bischofssitz war der Kirchenprovinz Sassari zugeordnet. Das Bistum umfasste die sechzehn heute noch bestehende Ortschaften Alà, Anela, Bantine, Benetutti, Berchidda, Buddusò, Bultei, Monti, Nule, Oschiri, Osidda, Pattada, Orune, Olefà, Urrà, Berchiddeddu und Padru sowie zwölf weitere Orte – darunter der Bischofssitz –, die heute nicht mehr bestehen (Castro, Balanotti, Bunne, Lerno, Lorzia, Orestelli, Usulufè, Usolvisi, Norvara, Otti, Bulteina, Bidducara). Während des ausgehenden Mittelalters wurde der Sitz des Bischofs nach Bono verlegt; 1503 wurde er aufgehoben und das Territorium an das Bistum Alghero angegliedert. Heute gehört der Großteil des ehemaligen Diözesangebietes zum Territorium des Bistums Ozieri.
| Titularbischöfe von Castro di Sardegna |                                                   |                                                             |                   |                   |
| Nr.                                    | Name                                              | Amt                                                         | von               | bis               |
| 1                                      | Alfonso Sánchez Peña CMF                          | Prälat von Alto Sinú (Kolumbien)                            | 28. Juli 1969     | 11. Juli 1997     |
| 2                                      | Giuseppe Pittau SJ Titularerzbischof pro hac vice | Sekretär der Kongregation für das Katholische Bildungswesen | 11. Juli 1998     | 26. Dezember 2014 |
| 3                                      | Dominicus Meier OSB                               | Weihbischof in Paderborn (Deutschland)                      | 15. Juli 2015     | 28. Mai 2024      |
| 4                                      | Andreas Geßmann                                   | Weihbischof in Essen (Deutschland)                          | 14. November 2024 |                   |